# Kommunernas historia

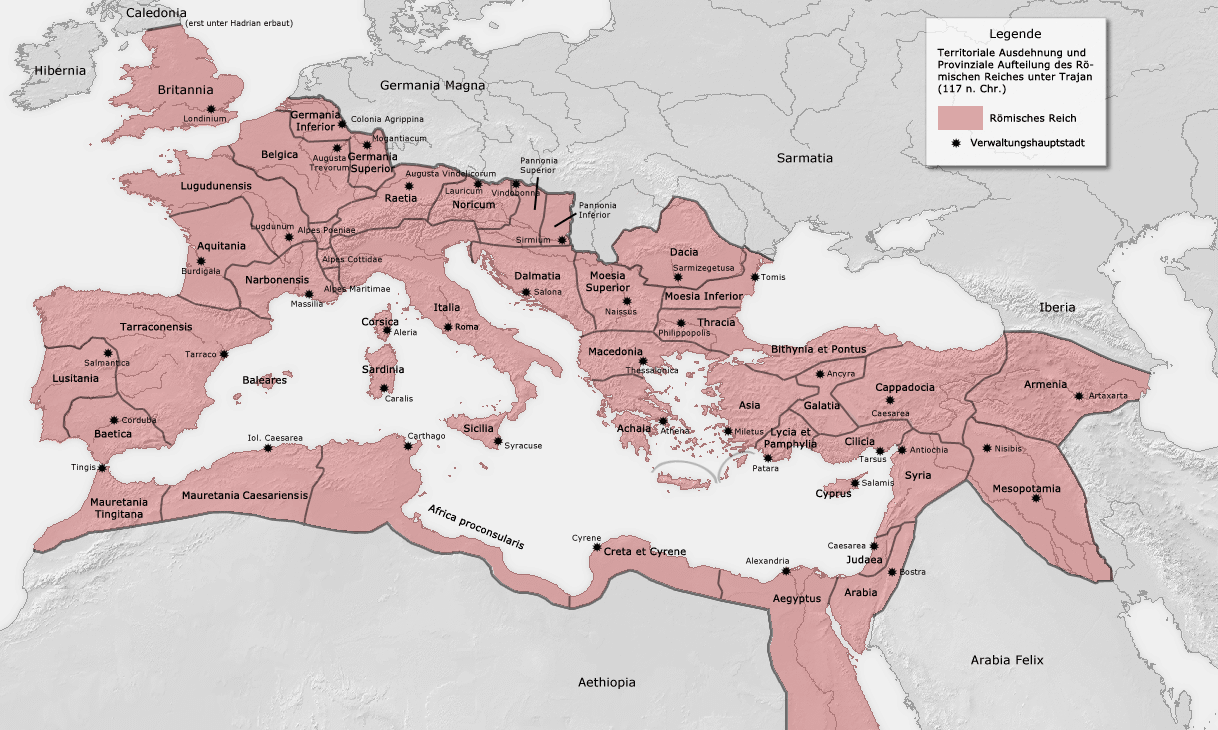
Romarriket, där indelning i kommuner förekom tidigt.

Den här artikeln behandlar kommunernas historia. De första kommunerna förekom i romarriket och konceptet behölls i de länder som uppstod ur romarrikets spillror. Andra kommunala system har dock förekommit, och förekommer, även i andra länder. I England har exempelvis grevskapen spelat en viktig roll genom historien, och i Ryssland har mirer utmärkt sig genom sin kommunala karaktär och skilt sig från andra länder då de har praktiserat kollektivt ägande.
De skandinaviska ländernas kommuner uppvisar stora likheter, även om mindre variationer har förekommit även där.

## Romarrikets kommuner
I det romerska riket var kommunalförfattningen synnerligen mångskiftande. Inom Italien erhöll de olika områdena i anseende till medborgarrätt och inre självständighet en mer eller mindre gynnad ställning, utmärkt med de betydelsefulla beteckningarna socii populi romani, foederati, nomen latinum, municipes, coloniæ civium romanorum och coloniæ latinæ. Den egentliga kommunen utgjordes av civtas, senare benämnd comitatus, och därunder av dels städerna, dels landsdistrikten, vici (underavdelningar av pagi), som åtminstone under kejsartiden var ett slags religiösa kommuner, som senare övergick till kristna kyrkosocknar. Landsbygdens kommunalförhållanden uppmärksammades jämförelsevis litet jämfört med städerna. För de italienska städerna utfärdade Julius Caesar den bekanta lex iulia municipalis, varefter vid Cisalpinska Galliens införlivande med Italien dess stadsförfattning ordnades genom lex rubria de Gallia cisalpina. Utom Italien hade provinserna sina särskilda författningar. De förblev mindre självständiga; dock erhöll vissa städer privilegierad ställning. Under kejsartiden levde den genomförda municipalförfattningen kvar i sina huvuddrag; men med centraliseringen försvagades alltmera kommunernas oberoende, och det allmänna förfallet inom romarväldet drabbade inte minst dem.

## Länder i gamla romarriket
Det är mycket omtvistat, om och i vilken mån den romerska municipalförfattningen låg till grund för stadsförfattningen inom de riken, som reste sig på romarväldets ruiner. På många ställen, särskilt i Italien och Frankrike, mindre i Tyskland, har romerskt inflytande med all säkerhet gjort sig gällande; i övrigt framgick i de bägge sistnämnda länderna städernas fria författningar ur stadsinvånarnas frihetskamp mot feodalherrars och biskopars förtryck.

### Frankrike
Frankrikes stadskommuner spelade under medeltiden en ärofull politisk roll i förbund med kungamakten mot feodalaristokratien. Senare började kungarna misstro dem, och genom den överhandtagande centraliseringen undergrävdes så småningom den lokala självstyrelsen. Landsbygdens områden, socknarna, paroisses, eller communautés d'habitant ("folkgemensamheter"), som de kallades, hade aldrig någon nämnvärd självstyrelse. Några försök att väcka kommunerna ur dvalan gjordes, dock utan framgång, kort före 1789 års revolution. Revolutionen sopade då bort de kommunalinstitutioner som fanns kvar och genomförde en ny, för hela riket, stad och land, likformig kommunalorganisation, som senare till huvuddragen utmärktes av en särdeles stark centralisering. Även republiken från 1870 visade i detta avseende ängslig försiktighet, påverkad som den varit av den riktning till decentraliserad ytterlighet, som, framträdande i försöket att upplösa hela landet i självständiga kommuner, med Paris som förhärskande, kännetecknade den så kallade Pariskommunen. En betydande lättnad genomfördes dock genom 1884 års lag om municipalorganisationen.

### Tyskland
Även i Tyskland vann städerna under medeltiden stor betydelse: de växte till i storlek och antal samt blev verkliga fristäder eller småstater, som förenade till förbund djupt ingrep i de politiska förhållandena (se Hansa) och, vid frånvaron av en centraliserande statslagstiftning, länge behöll sin självständighet. Efter reformationen förföll dock städerna i hög grad, och med undantag för de så kallade fria riksstäderna underlades de mer eller mindre fullständigt furstarna samt införlivades med dessas besittningar. På landsbygden lämpade sig nog den ursprungliga samhällsförfattningen för utvecklandet av lokal självstyrelse; men då genom godsens oupphörliga tillväxt och godsherrarnas utpressningar det tyska bondeståndet nedsjönk i livegenskap, blev endast litet utrymme därför övrigt. Egentligt kommunalliv kan idag spåras endast på vissa orter, mest i kyrkosocknen i Tyskland i allmänhet tick föga kommunal betydelse. Bondekrigen medförde ej den åsyftade förbättringen i allmogens sociala ställning, och senare bragte trettioåriga kriget namnlöst elände över den lägre lantbefolkningen. Dess höjande var möjligt endast genom en nybildad starkare statsmakts mellankomst, och först efter bondeståndets långsamma frigörelse var utvecklingen av kommunalt liv tänkbar. Efter 1807 har självstyrelse, om än svag och olikformig, åstadkommits på den tyska landsbygden, men de tendenser till starkare utveckling som tidtals, särskilt efter 1848, framträtt, har gett obetydliga resultat. Samtidigt har städerna, först i Preussen och senare även i övriga Tyskland, på nytt frigjorts från furstarnas välde och fått sin självstyrelse återupplivad.

## England
En helt annan bild finns i England. Alltifrån äldsta tider framstår där grevskapen (shires) och hundarena (hundreds) som viktiga självstyrelsehärdar, och sådana blev efter hand även de egentliga städerna. Som primärkommuner på landet framträdde till en början hundarets smådelar, decanie ("tioskap"). Decanieindelningen förföll dock med storgodsens utveckling, men ersattes i viss mån, liksom också den tillintetgjorda ättförfattningen, i vad angick den icke vid storgodsen bundna delen av befolkningen, med dennas för inbördes bistånd och inre ordning genomförda gruppering i ett nytt slags "tioskap", tithings, theodings, decennae, vilka så att säga ställdes vid sidan av storgodsen, så att envar antingen måste underkasta sig en godsherre eller ingå i ett "tioskap". "Tioskapen" var länge de egentliga småkomumnerna. Kyrkosocknen (parish), utan nödvändigt samband med den borgerliga kretsen, började först mot medeltidens slut göra sig gällande som kommun. Så småningom förföll dock "tioskapen"; och i det dessas forna roll därvid huvudsakligen övergick på socknarna, började dessa med sin kyrkokommunala betydelse förena även borgerlig. Denna senare karaktär blev öfvervägande, då den efter reformationen alltmera maktpåliggande fattigvården och snart även väghållningen gjordes till föremål för socknarnas omsorg. Sockensjälvstyrelsen växte sedan alltmera. Dock vann den icke en så kraftig och harmonisk utveckling, som begynnelsen syntes förebåda. Redan under 1700-talet visade sig en väsentlig återgång, i det de kommunala angelägenheterna mer och mer övergick från den allmänna sockenstämman (open vestry) till särskilda utskott (select vestries), vari de förmögnare klassernas inflytande blev övervägande. För fattigvårdens lättare handhavande började också anordnandet av inbördes föreningar mellan flera socknar (unions of parishes, poor law unions), å vilka senare allt flera av socknarnas övriga borgerliga befogenheter övergått, varigenom socknarna är på väg att åter bli endast kyrkokommuner. Då i övrigt inte bara de nya förvaltningskretsar, som efterträtt hundarena, utan även militär- och väghållningsdistrikten fått samband med sockenföreningarna, är dessa nu de egentliga borgerliga landskommunerna. Den vidlyftiga kommunallasgstiftningen har kodifierats genom "Municipal corporation act" från 1882. Englands nyare kommunalinstitutioner liknar det forna Islands, i det även där den egentliga kommunen, hreppen, företrädesvis varit fattigvårdskommun, under det den till omfånget inre kyrkosocknen haft endast kyrklig, numera dock verkligen kyrkokommunal betydelse.

## Ryssland
Märkliga egendomligheter utmärker kommunalväsendet i Ryssland. Den egentliga kommunen var där byalaget, mir, som inte bara behållit byamännens gamla även i andra länder vanliga samäganderätt till byns mark, utan också utgjort en association mellan alla byns familjer, lydande under byns äldste (starosta), inom vilken familjefädernas församling bestämmer jordens fördelning och håller mångsidig tillsyn över de enskilde. Dessa bykommuner, vilka omfattade 5/6-delar av hela befolkningen, bildade en skarp motsats till det av centraliserande byråkrati och despotism behärskade tsarrikets övriga samhällsförhållanden och har på senare tider i andra länder tillvunnit sig stor uppmärksamhet. Några ha betraktat dem icke blott som den ryska statens "säkerhetsventiler", utan även i dem trott sig finna den praktiska lösningen av många svåra, av västerns filosofer och statsmän länge förgäves begrundade samhällsuppgifter.

## Skandinavien
Om England med rätta betraktas som självstyrelsens hemland, intar Sverige härvid andra rummet. Då det svenska "riket", ursprungligen ett statsförbund av "landen" eller "landskapen", vilka i sin ordning utgjorde förbund av småstater ("härad", "hundare", "skeppslag"), fått en kung och Sverige blivit en verklig stat, blev de nämnda smärre samhällena med minskad självständighet denna stats "kommuner". I den mån kungen genom sina ämbetsmän utsträckte sitt inflytande och även de gamla kommunalämbetsmännen övergick till kungliga sådana, försvagades dock dessa samhällens självstyrelse mer och mer, och redan under medeltidens senare skede förlorade de i själva verket större delen av sina då ännu i lag kvarstående rättigheter. Utvecklingen blev varken jämn eller naturlig. Dessa kommuner började mista vad som för dem utgjorde det lämpliga verksamhetsfältet, nämligen vården om egna angelägenheter, självständig verksamhet för fyllandet av de mindre kretsarnas samhällsbehov. De rättigheter av annan art åter, som kommunerna gjorde anspråk på att kvarhålla och vilkas bevarande var ett av ändamålen med deras betydelsefulla insatser i den senare medeltidens politiska liv, var då en onaturlighet, som därför måste av samhällsutvecklingen så småningom utplånas. Gustav Vasa fick pröva nog av deras onaturliga livstecken för att inte undertrycka dem och förebygga deras upprepande. Samhällsutvecklingen gick sedan sin väg framåt över kommunallivets ruiner: demokratin hade överväldigats av aristokratin, även om det inte gick så långt att Sveriges bondeklass blev ofri i samma grad som många andra europeiska länder. Statsförvaltning och representation centraliserades; staten tog de nya samhällsbehoven om hand. Starkast framträdde det kommunala förfallet i fråga om landskapen. Landskapsförfattningen utträngdes tidigt av ståndsförfattningen, och landskapet fick därefter endast ringa betydelse.
De gamla landstingen hade länge sedan upphört, utom i Norrland. Som administrativa indelningar ersattes landskapen, genom 1634 års regeringsform, av länen, vilka dock först långt senare blev kommunala enheter. Väl höll framdeles så kallade landsting, eller stämmor länsvis, dit landshövdingen för en eller annan angelägenhet inkallade invånarna eller deras ombud, men dessa var tillfälliga sammankomster utan bestämd uppgift eller stadgad verksamhet. Beskattningsärenden förhandlades dock ännu länge stundvis på provinsmöten. Längre fram uppstod ett slags kommunalt liv i länens berednings- och prövningskommittéer, enskilda associationer och hushållningssällskap, och länen fick betydelse för sjukvården. Redan under frihetstiden började bemödandena att bereda länen organ för självstyrelse, och de fick omsider sitt uttryck i 1862 års förordning om landsting.
Landskapet åter utgör efter landsallmänningarnas delning och lagmansrätternas avskaffande endast ett geografiskt begrepp. I den mån de gamla landskapstingen förföll, drog sig kommunallivet i vidsträcktare mening från landskapet till den trängre kretsen, häradet. Dess föreningspunkt var häradstinget, där såväl judiciella som ekonomiska ärenden förhandlades. Häradet hade böteskassa och allmänning, utgjorde tiggeridistrikt och område för många kommunala besvär, svarade för häradsböter och hade politisk betydelse, ity att det sände deputerade till riksdagar och möten. Även dess betydelse sjönk dock mer och mer i mån av bondeståndets försvagande. Häradstingen förmådde ej som förr samla allmogen: häradshövdingen, med tiden ofta representerad af en underordnad lagläsare, trädde som folkledare i bakgrunden för sockenprästen, och häradet som organ för kommunallivet överflyglades av de yngre sockenkommunerna. Sin sålunda försvagade ställning har dock häradet senare behållit tämligen oförändrad, och försöken att åter bereda det en mera omfattande kommunal organisation har inte rönt framgång. De för äldre tider som häradets underavdelningar omtalade tredingar, fjärdingar, attungar och tolfter syns inte ha utgjort verkliga kommuner. Däremot hade byn en viss kommunal betydelse. För statslivet blev dock byn snart främmande, men har för egna förvaltningsangelägenheter och privaträttsliga förhållanden bevarat en viss organisation.

### Danmark och Norge
Danmarks och Norges forna kommunalförfattning har stor likhet med Sveriges. Danmarks härad och landskap samt häradsting och landsting motsvarar de svenska. I Norge återfinnes häradsförfattningen; men dess "fylken" var mindre och flera än de andra ländernas "landskap", och över dem trädde snart som de viktigaste kommunerna fyra "lagdömen" med "lagting", överordnade fylkes- och häradstingen. Lagdömena fick var sin lagman och hade menighetskassor (bondafé). Även i dessa länder försvagades kommunallivet snart nog och nedsjönk till följd av centralisationen och, vad Danmark beträffar, allmogens förtryck av adeln långt mera fullständigt än i Sverige.
De kretsar, som i Sverige bildat grundvalen för ett nytt kommunalliv, är de med kristendomen införda kyrksocknarna. Kyrkoförsamlingarna i olika länder erhöll i mycket olika grad andel i de kyrkliga och särskilt de kyrklig-ekonomiska angelägenheternas handhavande; ingenstans torde denna andel varit större, alltifrån början, än i Sverige. Redan de äldsta källorna framhöll socknemännens å landet rätt att med biskopen välja präst, med prästen klockare och ensamma sina kyrkvärdar. 
Socknens förvaltningsmyndighet, prästen och kyrkvärdarna, hade att i alla viktigare ärenden inhämta socknemännens bifall och årligen ge dem redovisning. En viss, dock mycket begränsad, självbeskattningsrätt tillkom socknemännen. Som självstyrelseorgan var socknen nästan uteslutande kyrkokommun. Sockentjänstemännen, vilka ovan nämndes, var kyrkliga. Underställningsmål gick till de kyrkliga myndigheterna: biskopen ingrep djupt i socknens förhållanden. Sockenbeskattningen var nästan uteslutande kyrklig; likaså socknens egendom och kassa.
I Danmark blev socknarnas ursprungliga ställning ungefär enahanda, men beskattningsrätten var där än obetydligare. I Norge däremot blev biskopsväldet så övervägande, att sockensjälvstyrelsen fick ytterst litet spelrum. Sockenindelningen kunde dock inte förbli främmande för den borgerliga författningen; den inrangerades även i den administrativa och judiciella indelningen. Borgerliga självstyrelseenheter blev socknarna dock i mycket liten grad, såsom i fråga om uttaxering och fördelning av sockenböter samt förvaltning av sockenallmänningar. Däremot fick socknemännens sammankomster ur en annan synpunkt tidigt stor betydelse även för det borgerliga livet, i det de tjänade att bereda offentlighet, då det gällde "notorietet" eller att sprida en underrättelse genom "lysning" eller att skaffa bevismedel, att ett visst rättsförhållande kommit till stånd eller att en viss tillsägelse ägt rum. Bland de folkförsamlingar, som därför anlitades, intog, jämte tingen, socknemännens söndagliga sammankomster vid kyrkan lagligen och i verkligheten framstående rum. Dessa sammankomster benämndes redan i landslagarna och andra medeltidsurkunder sockenstämma, kyrkostämma etcetera, och motsvarande benämningar anträffas i norska och danska källor. På dessa sammankomster och i övrigt vid biskopsvisitationerna avhandlades jämväl socknens kyrklig-ekonomiska ärenden. Urkunderna gav vid handen, att sockensjälvstyrelsen i Sverige under hela medeltiden i allmänhet lämnades orörd. Av de ovan berörda borgerliga förhandlingarna övergick däremot allt fler till tingen, varigenom de söndagliga sammankomsterna fick mindre betydelse. Härav låter sig förklaras, att vid nyare tidens början "sockenstämman" i egentligare mening, såsom självstyrelseorgan, började betraktas som skild från de vanliga söndagssammankomsterna "på kyrkovallen". Dessa sistnämnda fortfor emellertid som forum för tillsägelser och lysningar samt ha först småningom dött ut. I Norge och Danmark har "kyrkostämman" i sitt ursprungliga skick och sin betydelse fortfarande bibehållit sig, och ända in på 1800-talet har dess tillvaro i nya författningar erkänts. I dessa länder gick däremot socknens, liksom de större kommunernas, självstyrelse så gott som helt och hållet förlorad efter reformationen. Några fruktlösa försök gjordes till dess upplivande i Norge. Först under 1800-talet återinfördes kommunal självstyrelse i bägge länderna; men de sålunda bildade kommunalinstitutionerna ägde inget samband med den gamla sockenstämman, utan saknade i alla avseenden historisk grundval.

### Svenska kommuner

Sveriges kommuner och län

Helt annorlunda har förhållandena utvecklats i Sverige. Visserligen nedsattes även där sockensjälvstyrelsen betydligt, då med Gustav Vasas reduktion av kyrkomedel och kyrkogods socknarna bragtes nära ruin. Men genom "Acta ecclesiastica" från 1554 bekräftades dock sockenstämmans befogenhet för upprätthållande av "ordning och ett gott tillstånd i socknen". En del av den kontroll över sockensjälvstyrelsen, som biskoparna dittills utövat, övergick till de världsliga myndigheterna. Vid den åtskillnad mellan kyrkosocknar och jordebokssocknar, som då uppstod, förblev de dock en kommun med gemensamt styrelseorgan. Socknens borgerliga betydelse växte snart, då efter reformationen fattigvården alltmera och till en början även i viss mån sjukvården blev socknens angelägenheter. Socknarna själva var dock så utarmade, att de oupphörligen nödgades "kära till konungen" om bidrag till kyrkobyggnad med mer. Karl IX sökte bringa hjälp i nöden på samma gång som ordning i de kommunala förhållandena, i vilket hänseende det lagförslag, som bär hans namn, innehöll märkliga bestämmelser, innebärande en genomgripande inskränkning av socknarnas självstyrelse. Förslaget blev inte lag. I praxis var självstyrelsen vid den tiden på de flesta platser troligtvis helt förfallen. På sina ställen utövades den inte av socknemännen "i gemen", utan av deras förtroendemän; på många ställen överflyglades bönderna av adeln. I det stora hela fortlevde den dock som förr. Hur som helst var dess lagliga grund under den tiden mycket svag, sedan de gamla katolska biskopsstatuten förfallit och även kyrkobalken av Karl IX undantagits från landslagens stadfästelse. Yngre föreskrifter rörde mest socken beskattningen.
En ökad befogenhet erhöll socknemännen emellertid, i det att från ingången av 1600-talet en väsentlig andel i kyrkotukten började tillerkännas dem. Med särskilt, avseende därpå blev socknarnas förhållanden i nyare biskopsstadgar föremål för reglering. Viktigare för sockensjälvstyrelsen blev 23:e punkten av 1650 års prästprivilegier. Där bekräftas prästerskapets "macht til ät hålla ochnestemnor" i sockenstugor och sakristior, "hvarest församlingen antingen i ge-meen eller thes fullmechtige kyrckioverder och sex män, vthan någon endskyllan, skola effter kyrckioheerdens kallelse komma tilsamman" och, under kyrkoherdens ordförandeskap, "rådslå och be-stella om kyrckiones inkomst och rekenskap", så också "om kyrckiones och prestegårdzens byggning, och hvad meera förefalla kan vthi kyrckiodisciplinen och andra församblingens åliggiande tarfver och bestelningar". Ett flera gånger upprepat löfte om en fullständigare sockenstämmoförfattning blev inte uppfyllt, men de redan givna bestämmelserna, nästan ordagrant förnyade i 1675 års prästprivilegier, fullständigades med särskilda resolutioner (de viktigaste av 1680, 1697 och 1719) samt bekräftades med nya tillägg och vissa modifikationer i 1723 års prästprivilegier. I dessa stadgades, att två årliga ordinarie sockenstämmor skulle hållas och att förfallolöst uteblivande skulle medföra talans förlust. Stämmans verksamhet inskränktes till ekonomiska mål, varemot kyrkotukten övergick till kyrkoherden med sexmännen och de förnämste i församlingen. Under tiden hade åtskilliga bestämmelser givits om kommunalbeskattningen.
Den nya kommunallagstiftningen utvecklades under 1700-talet med nya resolutioner, brev och förordningar, särskilt rörande val: 1739 års prästvalsförordning, 1785 och 1794 års resolutioner om klockar- och organistval samt bestämmelser gällande försäkran till allmogen 4 april och 16 juni 1789 om utseende av elektorer för val av riksdagsmän i bondeståndet. Enligt den förstnämnda, vari omsider närmare bestämmelser gåvos om rösträtt och röstgrund och till vilken de övriga i detta avseende anslöt sig, tillkom rösträtt endast ägare och brukare av hemman samt ägare av bruk och masugnar. Som röstgrund bestämdes oförmedlade hemmantalet samt antalet härdar, masugnar etecera i visst förhållande till detta. Andra författningar rörde kommunala besvär, fattigvård, folkundervisning etecera; många mindre väsentliga ärenden förlades också då till sockenstämman. Om verkställighet av dennas beslut med mer märktes resol, av 1739 och 1759, den förra i beskattningsmål förutsättande enhälligt beslut, den senare blott röstpluralitet. Inseendet över sockensjälvstyreisen tillkom i borgerliga mål landshövdingen, i kyrklig-ekonomiska denne och biskopen gemensamt. De mångahanda specialföreskrifterna sammanfattades omsider i 1817 års "förordning, angående socknestämmor och kyrkoråd". Rösträtt skulle - dock med förbehåll för fall, där endast vissa fastigheters intresse var i fråga eller där särskilda författningar förbehållit endast vissa medborgare rösträtt - enligt denna förordning, tillkom fastighetsägare och andra, som hade rösträtt vid prästval, brukare av enskildas jord, dock blott med ägarens fullmakt; röstgrunden skulle vara den nämnda vid prästval gällande. Sockenstämman ägde, med iakttagande av de för varje ärende särskilt gällande författningarna, avhandla "de mål, som rörde kyrkans vård samt socknens hushållning och andra allmännare angelägenheter", av vilka de viktigaste uppräknades i 17 punkter, innefattande de äldre befogenheterna med några tillägg. Bland dessa märktes "överenskommelser till befordrande av allmän ordning och sedlighet inom församlingen", för vilkas efterlevande stämman ägde hos vederbörande begära vites utsättande. Besvär fick i vissa kyrko- och skolärenden anföras hos domkapitlet, annars hos K. M:ts befallningshavande. I varje församling skulle ett kyrkoråd inrättas för kyrkotuktens, religionens och sedernas vård och för verkställighet av sockenstämmobeslut i dylika mål, vartill 1828 kom viss tillsyn över den allmänna hälsovården. Kommunalförfattningens ytterligare utveckling påyrkades dock snart: så av 1819-22 års "styrelseverkskommitté", 1823 års riksdags särskilda utskott, 1828 års kyrkolagskommitte och 1835 års riksdag. Nya författningsförslag framlades 1839 dels av senare kyrkolagskommittén, dels av fattigvårdskommittén, med anledning av vilka ett av 1840-41 års riksdagsutskott utarbetade ett nytt förslag, som, av ständerna antaget, ligger till grund för 1843 års tre förordningar "om socknestämmor i riket", "om kyrkoråd" och "om socknenämnder å landet". Sockennämnderna blev förvaltande och verkställande myndigheter för dels vissa dittills av kyrkorådet handlagda ärenden, i synnerhet allmänna hälsovården, dels sockenstämmobeslut för befordrande av ordning och sedlighet, varförutom stämman själv kunde åt nämnden uppdraga ekonomiska ärenden, som inte tillkom ämbets- och tjänstemän. Nämndens ledamöter skulle till lämpligt antal rotevis utses, men ordföranden väljas å sockenstämma. För delförvaltningen skulle nämnden redovisa inför stämman. Den nya sockenstämmoförordningen, i övrigt hufvudsakligen byggd på den äldres grunder, utsträckte rösträtten till innehavare av fabrik och andra verk och inrättningar samt till löntagare och hantverks- och näringsidkare, som betalade ett visst minimibelopp av bevillning. Röstgrund blev hemmantalet (efter 1853 det förmedlade) och, där sådant ej fanns, statsbevillningen enligt II artikeln, så att för ett visst bevillningsbelopp skulle röstas lika som för en viss hemmansdel (proportionen därvidlag ändrades något vid bevillningens nedsättning 1857). Av nya ärenden tillades endast några oväsentliga; däremot utvidgades stämmans beskattningsrätt i ett viktigt avseende. Samtidigt märktes för kommunerna viktiga författningar om folkskolan (1842), prästval (1843) samt fattigvården (1847 och 1853).
I mån av kommunalinstitutionernas växande betydelse gjorde sig dock behovet av nya former alltmera kännbart. Då de borgerliga ärendenas vikt och mängd tog överhand över de kyrkliga, befanns sockenstämmans ännu företrädesvis kyrkliga organisation föråldrad. De snäva gränserna för stämmans befogenhet ansågs inte längre passa för en väl avvägd kommunalfrihet. Kyrkolagskommitténs 1846 framlagda fullständiga betänkande innehöll också - i enlighet med en ledamots, professor Bergfalks, redan vid 1839 års förslag reservationsvis uttalade mening - särskilda förordningsförslag rörande dels sockenstämma i kyrkliga mål, dels sockenstämma i borgerliga mål. Åsikten, att en sådan åtskillnad var nödvändig, vann allt större tillslutning, på samma gång som en allmännare kommunalreform, omfattande även städerna och länen, började yrkas som villkor för den efterlängtade representationsreformen. Riksdagsmotioner i ämnet föranledde tillsättandet av en kommitté i vars 1858 avgivna betänkande den borgerliga och den kyrkliga kommunens åtskiljande - dock med bibehållande av socknen som, i regel, territoriellt område för båda - förordades, varvid för undvikande av förut gemensamma beteckningar föreslogs orden "kommun", "kommunalstämma", "kommunalnämnd" etecera för den borgerliga kommunen samt "kyrkoförsamling", "kyrkostämma", "kyrkoråd" etecera för den kyrkliga. I huvudsak godkändes dessa förslag av 1859-60 års riksdag och låg till grund för kommunalförfattningarna från 1862.

#### Stadskommunerna
Ännu en art kommuner hade uppstått, nämligen stadskommunerna, som så småningom skilde sig från landskommunerna. Motsvarande på en gång häraderna och socknarna på landet, blev väl de svenska städerna från början övervägande borgerliga kommuner med tidigt utvecklad självstyrelse, men utgjorde dock, ensamma eller jämte den kringliggande bygden, likaledes kyrkokommuner, vilkas kyrklig-ekonomiska självstyrelse i det stora hela överensstämde med landssocknarnas. Därvid bör dock uppmärksammas, att den kyrkliga stadssockenstämman inte blev oberoende av stadens borgerliga myndigheter. I vad mån sockenstämmorna i städerna fortfor är dunkelt. De nämns inte i 1619 års stadga om städernas administration, enligt vilken kyrkvärdarna skulle ge sin årsredovisning inför konungens ståthållare, borgmästare och råd samt de 12 män, som ägde granska de sju mäns räkenskap över "alla stadzens up-börder och utgiffter". Sockenstämmostadgandena i 1650 och 1675 års prästprivilegier rörde även städerna - dock görs där förbehåll om särskilda privilegiers gällande kraft, men förutsatte emellertid borgmästares och råds bifall till sockenstämmans beslut, varmed också en resolution från 1678, beträffande förvaltningen av stadskyrkornas inkomster, överensstämmer. Åtskilliga resolutioner ger vid handen, att vid denna tid en långvarig befogenhetsstrid försiggick mellan den borgerliga stadsstyrelsen å ena och den kyrkliga, med kyrkoherden i spetsen, å den andra sidan. 1723 års prästprivilegierstadga: "i städerne, där antingen kyrckio-råd eller socknestämmor hålles, förfares dermed efter vanligheten, eller som förberördt är" (om sockenstämmor), och omtalade både kyrkoherdens och magistratens andel i tillsättandet av "kyrkoråd och föreståndare", utan att klart synes, huruvida församlingens mening skulle inhämtas.
Åtminstone i en del städer fortfor alltså sockenstämmorna. De forna borgerliga byamoten eller allmänna rådstugorna, vilka till större delen utträngts av de äldstes råd, hade inte heller fullständigt råkat i glömska. Men två k. br. av 1752 och 1758 förbjöd landshövdingar och magistrater att i "oträngda mål" sammankalla allmänna rådstugor, utan de äldste skulle i övrigt "draga försorg om sina öfriga medbröders angelägenheter" och å deras vägnar bevista överläggningarna med magistraten. 1817 års sockenstämmoförordning bjöd att sockenstämmor borde fortfarande på lika sätt hållas i stadsförsamlingar, där de varit brukliga, men i Stockholm och andra städer, där de mera sällan hållits, äldre stadganden gälla. Ungefär samma ståndpunkt intog de nyare förslagen; fattigvårds-kommittén yrkade dock upphörandet av stadssockenstämmor. 1843 års förordningar om sockenstämmor och kyrkoråd - men inte förordningen om sockennämnder, med vilka analog myndighet, förutom magistraten, redan fanns i "stadens äldste" - gällde däremot i allt även städerna, utom Stockholm, som 1847 fick särskild sockenstämmoförordning med skiljaktig röstberäkningsmetod och gemensam så kallad sockenstämmonämnd av fullmäktige från de olika församlingarna för samman jämkande av dessas skiljaktiga beslut i frågor, som rörde hela staden; i Stockholm hade också enligt särskild fattigvårdsförordning av 1843 införts gemensam fattigvårdsstyrelse, så kallad stadsnämnd, jämte församlingsnämnderna. Stockholm och Göteborg med flera städer fick också särskilda folkskoleförfattningar; annars var ovannämnda kommunalväsendet rörande författningar gemensamma för stad och land. 1846 års förslag om särskilda sockenstämmor i borgerliga och i kyrkliga mål rörde likaledes städerna, och sådan reform genomfördes, såsom nämnts, även för dem 1862.